# Microrégion de Boca do Acre

Localisation de la microrégion de Boca do Acre.

La microrégion de Boca do Acre est l'une des trois microrégions qui subdivisent le Sud de l'État de l'Amazonas au Brésil.
Elle comprend deux municipalités qui regroupaient 45 611 habitants en 2006 pour une superficie totale de 65 612 km2.

## Municipalités[1]
- Boca do Acre
- Pauini